# Diptyque
Diptyque — це французький бренд ароматів сегменту люкс. Компанія, що базується в Парижі, виробляє парфуми, туалетну воду, ароматичні свічки та дифузори для парфумерних масел. Його оригінальний бутік досі знаходиться на бульварі Сен-Жермен, 34 у 5-му окрузі Парижа. Назва походить від давньогрецької δίπτυχος, що означає зображення з двох панелей.

## Історія
Компанію заснували Ів Куеслант (сценограф),  Крістіан Готро (дизайнер інтер'єрів) та Десмонд Нокс-Літ (художник).  Перший магазин, який вони відкрили, продавав дизайни тканин та різні декоративні предмети, але до 1963 року вони представили ароматичні свічки.
У 2005 році компанію придбала лондонська приватна компанія Manzanita Capital.
Оригінальний бутік все ще працює в тому ж місці в Парижі, а бренд має бутики в Лондоні, Токіо, Нью-Йорку, Гонконгу, Досі, Дубаї, Лас-Вегасі, Сан-Франциско та Чикаго.
Станом на 2025 рік, Diptyque має 124 бутики по всьому світу, що значно більше, ніж 70 у 2018 році. Бренд розширює свою присутність на ключових ринках, включаючи Сполучені Штати, Канаду та Велику Британію. Зокрема, Diptyque відкрив свій перший канадський магазин у Торонто у 2022 році, а потім магазини у Ванкувері та Монреалі у 2024 році.

## Аромати
- Figuier
- Baies[5]
- Philosykos
- L'Ombre dans L'Eau
- Do Son
- L'Eau des Sens
- Eau Rose
- Tam Dao
- Fleur de Peau

## Парфумери
- Олівія Джакобетті
- Фабріс Пеллегрін (Fabrice Pellegrin)